# 해석 함수
수학에서 해석 함수(解析函數, 영어: analytic function)란 국소적으로(locally) 수렴하는 멱급수로 나타낼 수 있는 함수를 말한다. 함수 {\displaystyle f}가 한 점 {\displaystyle x_{0}}에서 해석적이라는 것은 그 점 근방에서의 테일러 급수가 수렴하는 것과 같은 의미이고, 정의역 {\displaystyle D}의 모든 점에서 해석적인 함수를 해석함수라고 한다. 일반적으로 해석 함수는 실함수와 복소 함수의 경우로 나누어 생각하며, 복소 해석 함수는 실해석 함수에 비해 수학적으로 풍부한 성질을 갖는다.

## 정의
수직선 위의 열린 집합 {\displaystyle D}에서 정의된 실함수 {\displaystyle f} 가 해석 함수라 함은 {\displaystyle f}가 {\displaystyle D} 안의 모든 점에서 해석적임을 말한다. 또 {\displaystyle f} 가 한 점 {\displaystyle x_{0}\in D}에서 해석적이라 함은 {\displaystyle x_{0}} 근방에서 수렴하는 급수가 존재하여
{\displaystyle f(x)=\sum _{n=0}^{\infty }a_{n}(x-x_{0})^{n}=a_{0}+a_{1}(x-x_{0})+a_{2}(x-x_{0})^{2}+\cdots ,\qquad a_{n}\in \mathbb {R} }
와 같이 쓸 수 있음을 뜻한다.
실해석 함수는 매끄러운 함수이며, 정의역 안의 모든 점에서의 테일러 급수는 {\displaystyle f} 로 수렴한다. 즉, 정의역 안의 한 점 {\displaystyle x_{0}\in D} 근방의 모든 점 {\displaystyle x\in D} 에 대해
{\displaystyle f(x)=\sum _{n=0}^{\infty }{\frac {f^{(n)}(x_{0})}{n!}}(x-x_{0})^{n}}
이다.
복소 해석 함수의 정의는 위의 정의에서 수직선을 복소 평면으로, 실함수를 복소 함수로, 급수에서 {\displaystyle a_{n}\in \mathbb {R} }를 {\displaystyle a_{n}\in \mathbb {C} }로 바꾸면 된다. 다만 복소 평면에서의 근방이란 면적을 갖는 열린 집합이라는 사실에 유의해야 한다. 복소 해석 함수도 실해석 함수와 마찬가지로 무한번 미분가능하며, 테일러 급수로 나타낼 수 있다. 복소 해석 함수는 코시-리만 방정식을 만족한다. 복소 평면 {\displaystyle \mathbb {C} } 전체에서 해석적인 함수를 특별히 전해석 함수라고 한다.

## 예
기본 함수들(다항함수, 삼각함수, 지수함수, 로그함수 등)은 수직선(또는 복소 평면)의 특정 영역에서 해석적이다. 다음은 해석 함수의 예이다.
- {\displaystyle n}차 다항함수(실 또는 복소다항함수 모두) {\displaystyle p(x)=a_{0}+a_{1}x+a_{2}x^{2}+\cdots +a_{n}x^{n}}는 급수 {\displaystyle \sum _{j=0}^{\infty }a_{j}x^{j}}에서 {\displaystyle j>n}일 때 {\displaystyle a_{j}=0}인 경우로 생각할 수 있다.

- 지수함수 {\displaystyle e^{x}}는 점 {\displaystyle x_{0}\in \mathbb {R} } (또는 {\displaystyle \mathbb {C} })에서 급수 {\displaystyle \sum _{n=0}^{\infty }{\frac {e^{x_{0}}}{n!}}(x-x_{0})^{n}} 로 나타낼 수 있다.

그러나 모든 함수가 해석 함수인 것은 아니다. 예를 들어 실함수 {\displaystyle f(x)=|x|}는 {\displaystyle x=0}에서 미분 가능 함수가 아니므로 해석적이지 않다. 또한 복소 함수 {\displaystyle f(z)={\overline {z}}}는 복소 평면 위의 어떤 점에서도 해석적이지 않다.

## 같이 보기
- 정칙 함수
- 매끄러운 함수